# Eugen Felix Schwalbe

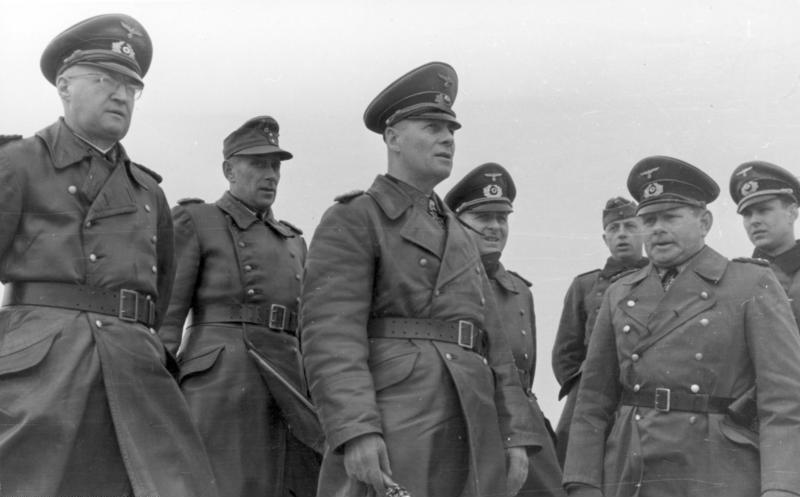
Felix Schwalbe (Zweiter von rechts) mit Erwin Rommel in Frankreich (1944)

Eugen Felix Schwalbe (* 25. März 1892 in Kleinprießligk bei Leipzig; † 12. Juni 1974 in Bielefeld) war ein deutscher Offizier, zuletzt General der Infanterie im Zweiten Weltkrieg.

## Leben
Felix Schwalbe studierte an der Christian-Albrechts-Universität Kiel und wurde dort Mitglied des VDSt Kiel. Er kämpfte als Offizier im Ersten Weltkrieg. Nach dem Krieg wirkte er auch in einem Freikorps. Von dort wechselte er in die Reichswehr und diente in verschiedenen Einheiten. Er führte im Zweiten Weltkrieg als Kommandeur die 344. Infanterie-Division und die 719. Infanterie-Division. Später im Krieg wirkte Schwalbe als Kommandierender General des LXVII. Armeekorps sowie des LXXXVIII. Armeekorps.

## Auszeichnungen
- Eisernes Kreuz (1914) II. und I. Klasse
- Verwundetenabzeichen (1918) in Schwarz
- Spange zum Eisernen Kreuz II. und I. Klasse
- Deutsches Kreuz in Silber am 30. Oktober 1943
- Deutsches Kreuz in Gold am 7. Dezember 1944
- Ritterkreuz des Eisernen Kreuzes am 13. Juli 1940[2][3]